# 明經
明經，漢朝出現之選舉官員的科目，開始於漢武帝時期，至宋神宗時期廢除。被推舉者須明習經學，故以「明經」為名。龔遂、翟方進等皆以明經入仕。 
明經由郡國或公卿推舉，被舉出後須通過射策以確定等第而得官，如：西漢時期的召信臣、王嘉等，皆是因射策中甲科而為郎官。漢代設置這一科，為儒生進入仕途提供了渠道。
明代以後，士大夫雅稱貢生為明經。

## 歷史

### 唐朝時期
明經與進士二科為構成唐朝科舉的基本科目，明經又分為五經、三經、二經、學究一經、三禮、三傳等，考試之法，先貼文，後口試，經問大義十條，答時務策三道。《礼记》、《春秋左传》稱大经，《毛诗》、《周礼》、《仪礼》稱中经，《周易》、《尚书》、《春秋公羊传》、《春秋谷梁传》稱小经。通二经者，通大经一部加上小经一部，或取中经两部；通三经者，大、中、小经各一部；通五经者，大经、小经皆須通。科目則由举子自选。另外，《孝经》、《论语》是必考课目，有時还加试《老子》、《尔雅》。
唐人科舉，進士科最難，明經科較易，因此唐人有諺云：“三十老明經，五十少進士。”意思是說：三十歲考上明經科，已算是年老，因為明經科較易，而五十歲登困難的進士第，已經很年輕了，一般是進士百人中取一二人，明經十人中取一二人。韓愈稱進士考試，到最后錄取時，“有終身不得與者焉”，一旦得第時，“班白之老半焉”。
韩愈曾说：“及来京师，见有举进士者……或出礼部所试诗、赋、策等以相示，仆以为可无学而能。因诣州县求举，有司者好恶出于其心，四举而后有成。”又說“以明經舉者，誦數十萬言，又約通大義，征辭引類，旁出入他經者，又誦數十萬言，其為業也勤矣。”。岑仲勉说：“明经多帖两经，似乎较难，然《孝经》、《论语》文字无多，不难兼习。……进士诗、赋限韵，要须自出心裁，比口试专凭默记者，难易有差。”
神龙元年（705年）明定明经科考试有三场。第一场帖经，第二场试义，第三场试时务策。唐初取進士科與明經科總數約在一百人左右。至貞元十三年（797年），歐陽詹說：“明經登者不上百人。”
杨国忠之子杨暄举明经，落第。主考官之子见過杨国忠曰：“奉大人命，相君之子试不中，然不敢黜落。”杨国忠骂道：“我儿何虑不富贵，岂藉一名，为鼠辈所卖耶！”主考官以“国忠恃势倨贵”，“奈何以校其曲直”，于是“致暄于上第”。

### 宋朝時期
科舉除進士外，諸科中亦有九經、五經、三禮、三傳、學究等科，乃是經由唐代明經轉變而來，考試之法亦與唐相近。嘉佑年間，又於進士、諸科外別設一明經科，分二經、三經、五經，考試時問大義十條，試時務策三條，出身同於進士，直至宋神宗時方廢除。

## 批評
唐代主考官杨绾指出，进士“幼能就学，皆诵当代之诗；长而博文，不越诸家之集。……《六经》则未尝开卷， 《三史》则皆同挂壁”。赵赞更指出，明经举子“比来相承，唯务习帖，至于义理，少有能通”。肅宗時，禮部侍郎楊綰指出：“明經比試帖經，殊非古義，皆誦帖括，冀圖僥幸。”尚書左丞賈至更指出：“宣父稱顏子不遷怒，不貳過，謂之好學。……今試學者以帖字為精通，不窮旨義，豈能知遷怒貳過之道乎？考文者以聲病為是非，唯擇浮艷，豈能知移風易俗化天下之事乎？是以上失其源而下襲其流，波蕩不知所止，先王之道，莫能行也。夫先王之道消，則小人之道長；小人之道長，則亂臣賊子生焉。”。事實上對於這個問題，朝廷早有察覺，唐文宗便說“只念註疏，何異鸚鵡學舌”。